# Magra (flod)
Magra (latin Macra) är en italiensk flod som rinner genom regionerna Toscana och Ligurien. Den är 62 kilometer lång. Magra rinner genom Pontremoli, Villafranca in Lunigiana och Aulla (samtliga i den toskanska provinsen  Massa-Carrara och sedan Santo Stefano di Magra, Vezzano Ligure, Arcola, Sarzana och Ameglia i den liguriska provinsen La Spezia. På romartiden markerade floden Magra den östra gränsen för Ligurien.